# Керстен Шенк фон Флехтинген
Керстен (Карстен, Кристиан) Шенк фон Дипен-Флехтинген (на немски: Kersten (Carsten, Christian) Schenck von Flechtingen; * 1523; † 28 май 1571) е благородник от род Шенк фон Флехтинген в Саксония-Анхалт, господар във Флехтинген, Домерслебен и Дьонщедт.
Той е син на Бервард Шенк фон Дьонщедт († ок. 1544), наследствен шенк на манастир Халберщат и наследствен кемерер на Курмарк, и съпругата му Хиполита фон Венкщерн (* пр. 1504), дъщеря на Ханс фон Венкщерн († пр. 1529) и Илза фон Бодендик.

## Фамилия
Керстен (Карстен) Шенк фон Дипен-Флехтинген се жени 1555 г. за Катарина фон Бюлов-Гартов (1531 – 1575), дъщеря на Вико/Виктор фон Бюлов-Гартов († 1546) и Маргарета фон Маренхолц († 1584). Te имат децата:
децата:
- Вернер Шенк фон Флехтинген († 1597), женен за Сабина фон Бредов († 1632); имат две дъщери
- Кристиан Шенк фон Флехтинген (* 1571), господар на Флехтинген и Дьонщедт, женен за Мария Магдалена фон дер Шуленбург († 1637); имат дъщеря
- Анна Шенк фон Флехтинген († 1591), омъжена за Абрахам фон Бисмарк-Кревезе-Шьонхаузен, († 1589), който е застрелян в Крумке от Даниел фон Редерн; имат дъщеря